# December (latin)
Pour les articles homonymes, voir December.
December, -bris (décembre) était, comme son nom le rappel,  le dixième mois du calendrier romain. Il devient graduellement, selon les pays, le 12e mois de l’année lorsque, en 532, l’Église de Rome décida que l’année débute le 1er janvier, voir Denys le Petit (Dionysius Exiguus).

## Calendrier
| Décembre | December                     | December (forme longue)                              |
| -------- | ---------------------------- | ---------------------------------------------------- |
| 1        | Kalendae (Calendes)          | Kalendis Decembribus                                 |
| 2        | IV a.d. Nones                | ante diem IV (quartum) Nonas Decembres               |
| 3        | III a.d. Nones               | ante diem III (tertium) Nonas Decembres              |
| 4        | Pridie Nones                 | pridie Nonas Decembres                               |
| 5        | Nonae (Nones)                | Nonis Decembribus                                    |
| 6        | VIII a.d. Ides               | ante diem VIII (octavum) Idus Decembres              |
| 7        | VII a.d. Ides                | ante diem VII (septimum) Idus Decembres              |
| 8        | VI a.d. Ides                 | ante diem VI (sextum) Idus Decembres                 |
| 9        | V a.d. Ides                  | ante diem V (quintum) Idus Decembres                 |
| 10       | IV a.d. Ides                 | ante diem IV (quartum) Idus Decembres                |
| 11       | III a.d. Ides                | ante diem III (tertium) Idus Decembres               |
| 12       | Pridie Ides                  | pridie Idus Decembres                                |
| 13       | Idus (Ides)                  | Idibus Decembribus                                   |
| 14       | XIX a.d. Ianuariis Kalends   | ante diem XIX (undevicesimum) Kalendas Ianuarias     |
| 15       | XVIII a.d. Ianuariis Kalends | ante diem XVIII (duodevicesimum) Kalendas Ianuarias  |
| 16       | XVII a.d. Ianuariis Kalends  | ante diem XVII (septimum decimum) Kalendas Ianuarias |
| 17       | XVI a.d. Ianuariis Kalends   | ante diem XVI (sextum decimum) Kalendas Ianuarias    |
| 18       | XV a.d. Ianuariis Kalends    | ante diem XV (quintum decimum) Kalendas Ianuarias    |
| 19       | XIV a.d. Ianuariis Kalends   | ante diem XIV (quartum decimum) Kalendas Ianuarias   |
| 20       | XIII a.d. Ianuariis Kalends  | ante diem XIII (tertium decimum) Kalendas Ianuarias  |
| 21       | XII a.d. Ianuariis Kalends   | ante diem XII (duodecimum) Kalendas Ianuarias        |
| 22       | XI a.d. Ianuariis Kalends    | ante diem XI (undecimum) Kalendas Ianuarias          |
| 23       | X a.d. Ianuariis Kalends     | ante diem X (decimum) Kalendas Ianuarias             |
| 24       | IX a.d. Ianuariis Kalends    | ante diem IX (nonum) Kalendas Ianuarias              |
| 25       | VIII a.d. Ianuariis Kalends  | ante diem VIII (octavum) Kalendas Ianuarias          |
| 26       | VII a.d. Ianuariis Kalends   | ante diem VII (septimum) Kalendas Ianuarias          |
| 27       | VI a.d. Ianuariis Kalends    | ante diem VI (sextum) Kalendas Ianuarias             |
| 28       | V a.d. Ianuariis Kalends     | ante diem V (quintum) Kalendas Ianuarias             |
| 29       | IV a.d. Ianuariis Kalends    | ante diem IV (quartum) Kalendas Ianuarias            |
| 30       | III a.d. Ianuariis Kalends   | ante diem III (tertium) Kalendas Ianuarias           |
| 31       | Pridie Ianuariis Kalends     | pridie Kalendas Ianuarias                            |

## Source
Histoire romaine à l'usage de la jeunesse. Revue et complétée par l'Abbé Courval. Librairie Poussielgue. 1887